# City of Wanneroo
City of Wanneroo is een Local Government Area (LGA) in Australië in de staat West-Australië in de agglomeratie van Perth. City of Wanneroo telde 209.111 inwoners in 2021. De hoofdplaats is Wanneroo.